# Honební kůň

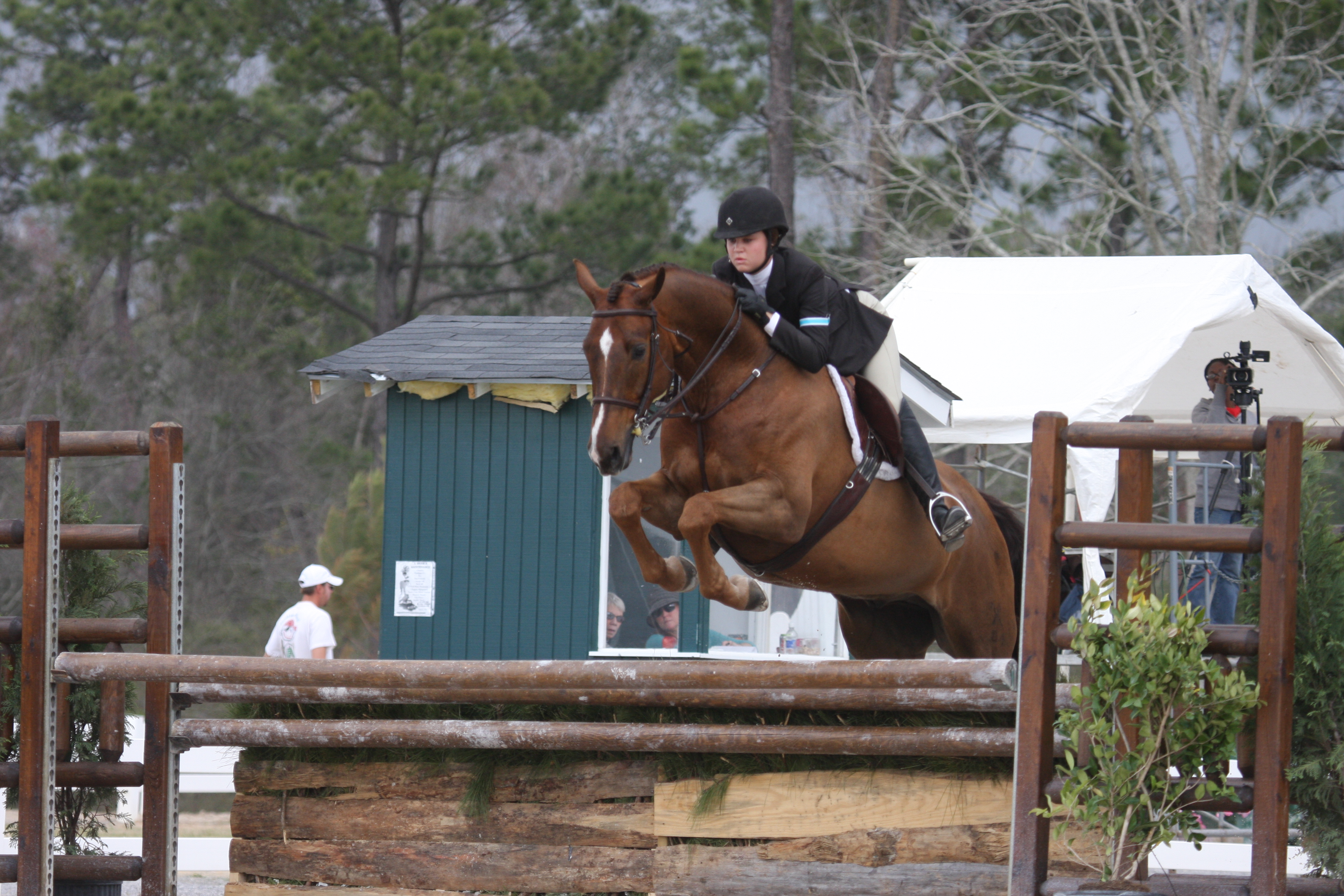
Hunter

Honební kůň (anglicky hunter) je plemeno koně. Hunteři se navzájem značně liší, pokud jde o vzhled, ale všichni musí mít společné rysy, jako je silná životní energie, atletické schopnosti, odvaha a cit. Má se za to, že nejlepší hunteři pocházejí z Irska.
Hunter, neboli lovecký či honební kůň bývá často potomek dvou rozdílných plemen. Pravděpodobně to je plemeno irský tažný kůň zkřížené s plnokrevníkem nebo plemenem clevelandský hnědák. Někdy může mít podíl krve i pony.
Slouží typicky anglickému sportu - hon na lišku.

## Popis
Obvykle jde o velké koně se silným tělem. Mají silnou kostru a velké množství svalové hmoty. Musí být také stavěný pro rychlost a měl by mít silnou záď. Výhodou plemena je úhledná hlava s rysy plnokrevníka.
Hunteři musí mít zdravou dýchací soustavu a končetiny, aby vydrželi náročnou práci.

## Soutěžní hunter
Ve světě soutěží existují soutěžní třídy pro lehké, střední a těžké huntery a třída pro pracovní koně. Třída pracovních hunterů je určena pro koně, kteří skutečně loví. Koně musí jako součást soutěže skákat na překážkové dráze. Existují také soutěžní třídy pro pracovní huntery-pony. Při skutečných lovech však uvidíte poníky všemožných tvarů (forem) a velikostí.